# Alatina madraspatana
Alatina madraspatana is een tropische kubuskwal uit de familie Alatinidae. De kwal komt uit het geslacht Alatina. Alatina madraspatana werd in 1930 voor het eerst wetenschappelijk beschreven door Menon. 